# Bércalja
Bércalja (szlovákul: Janovce) község Szlovákiában, az Eperjesi kerület Bártfai járásában.

## Fekvése
Bártfától 15 km-re délre, a Szekcső-patak jobb partján található.

## Története
1261-ben említik először. Templomát 1495-ben cigányok rabolták ki, bizonyos Vaskó és társai.
A 18. század végén Vályi András így ír róla: „BECZALLYA. Janovce. Tót falu Sáros Vármegyében, birtokosa Palásty Uraság, lakosai katolikusok, fekszik Lófalunak szomszédságában, mellynek filiája; ambár erdeje nintsen; de mivel határbéli földgye, ha jól miveltetik középszerű, réttye, és legelője a’ lakosok szükségére elég, piatzozása nem meszsze Bártfán, második Osztálybéli.”
Fényes Elek 1851-ben kiadott geográfiai szótárában így ír a faluról: „Béczalja, (Janowce), tót falu, Sáros vgyében, Lófalu fiókja, 254 k., 48 evang., 22 zsidó lak. F. u. többen. Ut. p. Bártfa.”
A trianoni diktátum előtt Sáros vármegye Bártfai járásához tartozott.

## Népessége
| Év:            | 1994. | 2004.   | 2014.   | 2024.    |
| -------------- | ----- | ------- | ------- | -------- |
| Emberek száma: | 403   | 419     | 433     | 479      |
| Eltérés:       |       | +3,97 % | +3,34 % | +10,62 % |

| Év:            | 2023. | 2024.   |
| -------------- | ----- | ------- |
| Emberek száma: | 470   | 479     |
| Eltérés:       |       | +1,91 % |

1910-ben 302, túlnyomórészt szlovák lakosa volt.
2001-ben 407 lakosából 403 szlovák volt.
2011-ben 432 lakosából 428 szlovák.